# Astrocaryum ciliatum
Espèce
Astrocaryum ciliatum est une espèce de palmiers à feuilles pennées.